# Antarcticonema comicapitatum
Antarcticonema comicapitatum is een rondwormensoort uit de familie van de Meyliidae. De wetenschappelijke naam van de soort is voor het eerst geldig gepubliceerd in 1978 door Timm.